# Hot R&B/Hip-Hop Singles Sales
Hot R&B/Hip-Hop Singles Sales – współtworząca notowanie Hot R&B/Hip-Hop Songs lista przebojów, mierząca sprzedaż sklepową singli. Wyróżnia ją to, iż pod uwagę bierze głównie single dostępne w formacie 12", a nie na popularnej płycie CD.